# Catadelpha sabada
Catadelpha sabada är en fjärilsart som beskrevs av Swinhoe 1905. Catadelpha sabada ingår i släktet Catadelpha och familjen nattflyn. Inga underarter finns listade i Catalogue of Life.